# 토이박스 (음악 그룹)
토이박스(Toy-Box)는 덴마크의 2인조 팝 음악 그룹이다.

## 구성원
- 아닐라 미르자 (Anila Mirza, 1974년 10월 8일 태어남, 힐레뢰드 출신)
- 아미르 엘팔라키 (Amir El-Falaki, 1973년 8월 12일 태어남, 코펜하겐 출신)

## 음반

### 정규 음반
- 《Fantastic》 (1999년)
- 《Toy Ride》 (2001년)

### 싱글
- 《Tarzan & Jane》 (1998년)
- 《Best Friend》 (1999년)
- 《The Sailor Song》 (1999년)
- 《Teddybear》 (1999년)
- 《Superstar》 (2001년)
- 《www.girl》 (2001년)

## 같이 보기
- 아쿠아 (밴드)